# اسیر شهرستانی

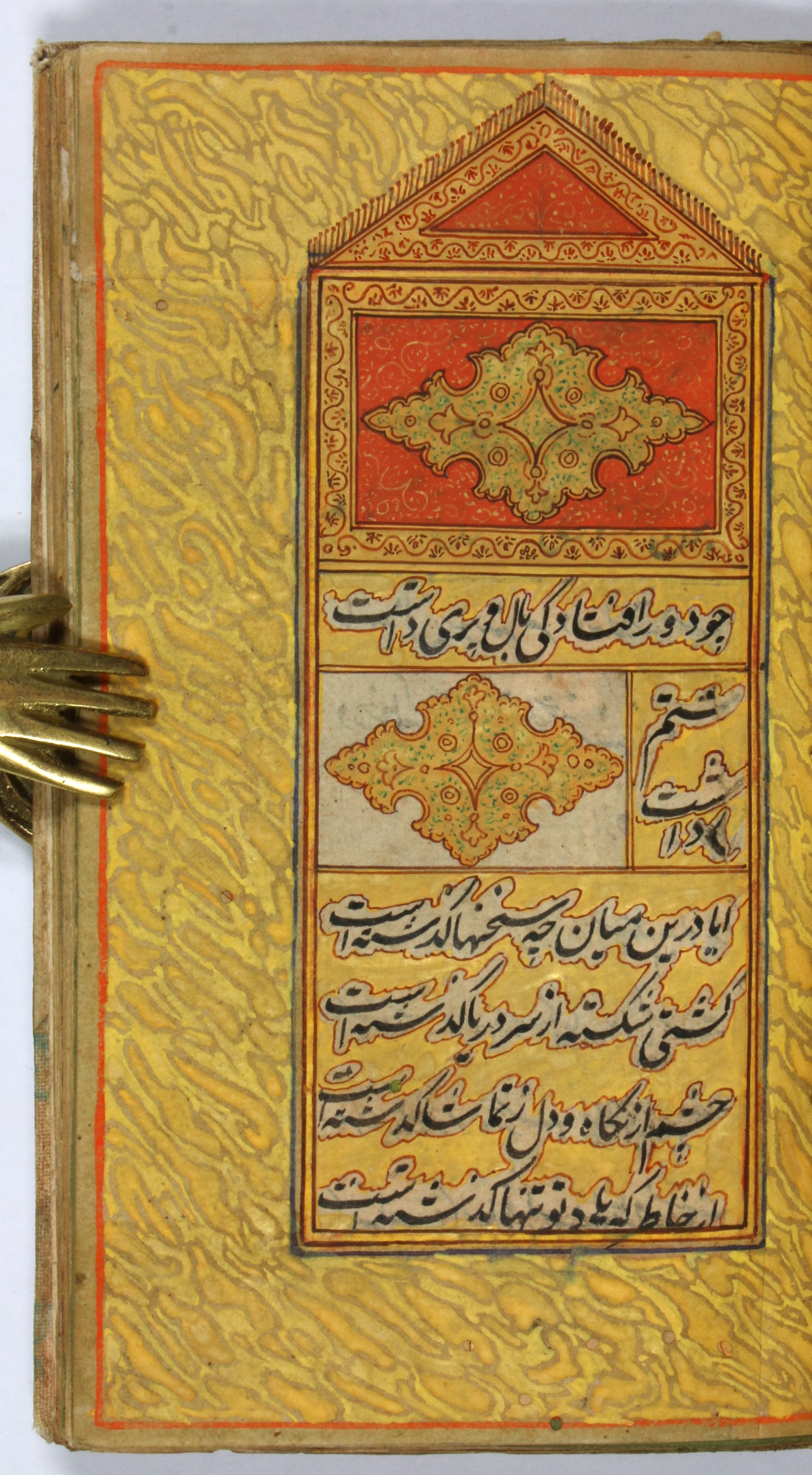
نسخهٔ تذهیب‌شدهٔ دیوان اسیر شهرستانی، مرتبط با دهه ۱۸۵۰ میلادی، چاپ هندوستان

میرزا جلال‌الدین محمد بن‌مؤمن اسیر شهرستانی اصفهانی (زاده ۱۰۲۹ ق – درگذشت ۱۰۴۹ ق و به روایتی ۱۰۵۹ ق) از شاعران بزرگ فارسی‌سرای سبک هندی سده ۱۱ ق. است.

## زندگی
میرزا جلال‌الدین، فرزند ارشد میرزا مؤمن از سادات شهرستان - از توابع اصفهان - و از شاعران بزرگ سبک هندی سدهٔ ۱۱ ق. است. ظاهراً در سال ۱۰۲۹ ق در اصفهان زاده شد. دامنهٔ علم و دانش او به درستی دانسته نیست اما از قصایدش که بیشتر در مدح ائمه است، آگاهی او از علوم دینی و مسائل عرفانی و فلسفی تا حدودی آشکار می‌شود. وی معاصر شاه عباس اول، شاه صفی و شاه عباس دوم بود و به اسیر تخلص می‌کرد. وی شاگرد فصیحی هروی و داماد شاه عباس دوم بود. اسیر علاوه بر مهارت در سخنوری، نقاد و شعرسنج بود و منزلش محفل ادب و مجمع شاعران و سخنواران. گرچه هیچگاه به هند نرف؛ اما شعرش خصوصاً در هند بیشتر از ایران رواج داشته‌است.
وی به جهت افراط در شراب‌خواری در جوانی درگذشت. در سال مرگ او اختلاف است. ذبیح‌الله صفا به نقل از منابع مورد استفادهٔ خود تاریخ مرگ وی را ۱۰۴۹ ق نوشته و این تاریخ شهرت بیشتر دارد ولی ولی‌قلی‌بیک شاملو در قصص الخاقانی ۱۰۵۹ ق ضبط کرده‌است که درست‌تر به نظر می‌رسد.

## شعر
اسیر در سیر تکاملی سبک شعری سدهٔ یازدهم اثر آشکار دارد. طرز سخن سرایی اسیر با بیدل دهلوی به کمال می‌رسد. او بنیاد معانی خود را بر چنان تخیل و خیالپردازی‌های وهم‌انگیزی نهاده‌است که هیچ مضمون و نکته‌ای در سخنش خالی از آن نیست. شاعران هم‌دورهٔ وی نظیر کلیم کاشانی و صائب تبریزی در سخنان خود وی را ستوده‌اند. با این همه، همهٔ اشعار اسیر دارای ویژگی‌های سبک هندی نیست. در غزل‌هایی تتبع او از اشعار انوری و سعدی و حافظ هویداست. می‌توان گفت که اشعار اسیر، خاصه غزلیات او، در عین برخورداری از خصوصیات سبک هندی به سبک عراقی نزدیک است.
از ویژگی‌های بارز قصاید اسیر، جلوه‌گری ارادت وی به محمد و امامان شیعه‌ها است. از میان قالب‌های شعری که وی در آن‌ها طبع‌آزمایی کرده، تسلط وی در غزل‌سرایی نمایان است. از جمله مشخصات غزلیات اسیر، گرایش وی به استفاده از اوزان کوتاه و توجه به وحدت موضوع است. از ویژگی‌های قصاید او می‌توان به تجدید مطلع اشاره کرد. شاید به دلیل وجود همین ابیات مصرّع (علاوه بر تعداد ابیات) به قصیده بودن برخی اشعارش حکم کرد؛ زیرا درون‌مایه‌ی قصاید وی بیشتر عشقی است.
تنها اثر بازمانده از وی «دیوان» اشعار وی است که شامل قصاید، غزلیات، مثنوی‌ها، رباعیات و تعدادی ترکیب و ترجیع و قطعه است که حدود بیست‌هزار بیت می‌شود. تاکنون مجموعهٔ کامل و منقح این اشعار به چاپ نرسیده‌است. گزینه‌ای از آن که تقریباً پنج‌هزار بیت دارد، در سال ۱۸۸۰ م. به طریقهٔ سنگی در هندوستان چاپ شده‌است و در سال ۱۳۴۸ ش. حبیب‌الله بی‌گناه از همین چاپ غزل‌ها و ابیاتی را برگزیده و در مشهد چاپ کرد. و در سال ۱۳۸۴ انتشارات میراث مکتوب با تصحیح غلام‌حسین شریفی ولدانی مجموعهٔ غزلیات وی را به چاپ رساند.

## نمونه اشعار
| ساقی ز یک پیاله خزانم بهار کرد  |  | عمر دوباره داد شراب دو ساله ام   |
| از بس ز بیم خوی تو دزدیده‌ام نفس |  | یک پرده پست‌تر ز خموشی ست ناله ام |

| دارم شبی که صبح به دردش نمی‌رسد |  | بیداریی که خواب به گردش نمی‌رسد |

| صاحب دردی به حال دردم نرسد   |  | دلسوخته ای به آه سردم نرسد |
| آواره چنان شدم که در راه طلب |  | گمنامی من به گرد گردم نرسد |

## پی‌نوشت
1. 1 2 3  اسیر شهرستانی و سبک شعر او، شجاع کیهانی، جعفر، نامهٔ فرهنگستان، شماره ۱۱، پاییز ۱۳۷۶
2. ↑  ذاکرالحسینی، محسن، دیوان فصیحی هروی، نامهٔ فرهنگستان، شماره ۲۹، بهار ۱۳۸۵، ص. ۱۰۱[پیوند مرده]
3. ↑  «ولی‌قلی بن‌داودقلی شاملو، قصص الخاقانی حسن سادات ناصری (تصحیح): تهران: وزارت فرهنگ و ارشاد اسلامی، سازمان چاپ و انتشارات، ۱۳۷۱، جلد دوم، ص ۶۷». بایگانی‌شده از اصلی در ۱۱ سپتامبر ۲۰۱۶. دریافت‌شده در ۱۶ اوت ۲۰۱۱.
4. 1 2  طرزی نابهنجاریده و تأسف‌بار در چاپیدن دیوان طرزی افشار
5. ↑  «آتشکدهی آذر (۹۲۳/۳)، تاریخ ادبیات در ایران (۱۲۲۳–۱۲۱۲ /۵)، تذکرهی نصرآبادی (۹۶–۹۵)، الذریعه (۷۴/۹)، فرهنگ سخنوران (۶۲–۶۱)، مؤلفین کتب چاپی (۳۵۲–۳۵۱ /۲). از خلال سایت راسخون». بایگانی‌شده از اصلی در ۲۴ نوامبر ۲۰۱۲. دریافت‌شده در ۱۶ اوت ۲۰۱۱.
6. ↑  «ابیاتی از دیوان اسیر شهرستانی، به کوشش حبیب‌الله بی‌گناه، مشهد: کتابفروشی باستان، ۱۳۴۸». بایگانی‌شده از اصلی در ۲۵ آوریل ۲۰۱۶. دریافت‌شده در ۱۶ اوت ۲۰۱۱.
7. ↑  «دیوان غزلیات اسیر شهرستانی، غلامحسین شریفی ولدانی، میراث مکتوب وابسته به مرکز نشر میراث مکتوب، ۱۳۸۴». بایگانی‌شده از اصلی در ۲۵ آوریل ۲۰۱۶. دریافت‌شده در ۱۶ اوت ۲۰۱۱.

## نیز رجوع شود
ناهید زهرا، «نسخه‌های خطّی دیوانِ جلال اسیر در کتاب‌خانهٔ مولانا آزاد علیگر (هند)»، فصلنامهٔ «نقد و تحقیق»، شاپا: ۲۵۶۳–۲۴۵۴، مدیر و سردبیر: سید نقی عباس (کیفی)، جلد ۱، شماره ۱، صص ۹۴–۸۸، دهلی نو، ۲۰۱۵م.